# Epítome (película de 1953)
Epítome (縮図 Shukuzu?) es una película dramática japonesa de 1953, escrita y dirigida por Kaneto Shindō, basada en una novela inacabada de Shūsei Tokuda.

## Sinopsis
Ginko (Nobuko Otowa), la hija de un zapatero pobre de Tokio, es vendida para trabajar como geisha en un burdel de Chiba para mantener a su familia. Aunque se convierte en madama tras la muerte de la esposa del dueño, sufre tanto por la violencia que le inflige el abusivo dueño que su padre la vuelve a comprar. 
Para ayudar a su familia y a su padre enfermo, empieza a trabajar en un burdel de la provincia de Echigo. Allí conoce a Kuramochi (Akira Yamanouchi ), que parece dispuesto a casarse con ella, pero su familia de clase alta exige que se case con una mujer de su mismo estatus social. De vuelta en Tokio, mientras trabaja en otro burdel, enferma de neumonía y la llevan a casa para que muera, pero al final su hermana pequeña, Tokiko, muere y ella sobrevive. La última escena la muestra de nuevo como geisha, entreteniendo a un grupo de clientes.

## Reparto
- Nobuko Otowa como Ginko
- Isuzu Yamada como Tamiko
- Sumiko Hidaka como Somefuku
- Sō Yamamura como Wakabayashi
- Akira Yamanouchi como Kuramochi
- Tanie Kitabayashi como Oshima
- Jūkichi Uno como Ginzō
- Taiji Tonoyama como Yamada
- Ichirō Sugai como Isogai
- Sadako Sawamura como la esposa de Isogai
- Osamu Takizawa como Ino
- Chikako Hosokawa como propietario de Fujikawa.
- Masao Shimizu como Nagase
- Yuriko Hanabusa como la madre de Kuramochi
- Yōichi Numata como Kurisu

## Recepción
En su libro de 1959 The Japanese Film – Art & Industry, Donald Richie y Joseph L. Anderson describieron está película como «tan excesivamente explícita que había partes en las que uno apenas podía soportar mirar la pantalla», y resumieron que su intento de avanzar hacia el naturalismo fue en algunas partes «bastante exitoso». Al comparar este filme con El disfraz (Clothes of Deception), de Kōzaburō Yoshimura que se estrenó dos años antes (y también con guion de Shindō), el historiador de cine Alexander Jacoby vio la visión de Shindo del sistema de geishas «menos resignado y más abiertamente crítico».
Epítome se proyectó en el Museo de Arte de Berkeley y el Archivo de Cine del Pacífico en 1989 y en una retrospectiva de 2012 sobre Shindō y Kōzaburō Yoshimura en Londres, organizada por el Instituto de Cine Británico y la Fundación Japón.